# Franz Zottmann
Franz Zottmann (ur. 27 czerwca 1826, zm. 12 grudnia 1901) – niemiecki duchowny katolicki, biskup tyraspolski.
Urodził się w Eichstätt w Bawarii w 1826 r. w rodzinie katolickiej. Zdecydował się podjąć misję ewangelizacyjną w Rosji. W 1860 r. otrzymał święcenia kapłańskie w Tyraspolu. Pracował następnie jako rektor tamtejszego seminarium duchownego w Saratowie. W 1867 r. został kanonikiem tyraspolskim, a 23 lutego 1872 r. papież Pius IX prekonizował go biskupem tyraspolskim. Sakrę biskupią przyjął 23 czerwca 1872 r. Konsekrował nową katedrę w 1881 r. i sprowadził wielu duchownych niemieckich., kontynuując organizację diecezji. 18 grudnia 1889 r. zrezygnował z rządów diecezją, osiedlając się w Ornbau w rodzimej Bawarii, gdzie zmarł w 1901 r.